# Max Weber (homme politique, 1897-1974)
Pour les articles homonymes, voir Max Weber (homonymie) et Weber.
Max Weber, né le 2 août 1897 à Zurich et mort le 2 décembre 1974 à Berne, est un homme politique suisse, économiste, syndicaliste  membre du Parti socialiste et conseiller fédéral de 1952 à 1953.

## Études et carrière
Max Weber est le fils  d'un instituteur et d'une maîtresse ménagère. Il grandit à Aussersihl, un quartier ouvrier de Zurich. Ses parents décèdent tôt. Il effectue  un service actif pendant la Première Guerre mondiale, puis étudie l'économie et obtient un doctorat en 1919. En 1919, il rejoint le Parti socialiste suisse. Il effectue des voyages en France, en Royaume-Uni et aux États-Unis.
Il est influencé par Leonhard Ragaz et est proche des socialistes chrétiens.
Il fait acte d'objection de conscience en 1930, ce qui lui vaut une semaine de prison et l'exclusion de l'armée. Il déposera cependant en 1940 une demande de réinsertion dans l'armée auprès du Général Guisan.
En 1922, il est journaliste à la Volkstimme de Saint-Gall.
En 1926 collaborateur au secrétariat de l'Union syndicale suisse. Il critique notamment la politique déflationniste du gouvernement. Il est l'un des protagonistes de l'« Initiative de crise » (de tendance keynésienne), rejetée en 1935.
En 1940, il préside la Fédération des ouvriers du bois et du bâtiment.
En 1944, il prend la direction de l'Union suisse des coopératives.

## Conseiller national
En 1939,  il est élu au Conseil national et y restera élu jusqu'en 1951 date de son élection au conseil fédéral  puis de 1955 à 1971.

## Conseiller fédéral
En 1951, le parti socialiste lui propose d'être candidat au conseil fédéral en remplacement d'Ernest Nobs. Il refuse pour raison personnelle puis revient sur sa décision. Le 13 décembre 1951 il est élu au Conseil fédéral(67e conseiller fédéral de l'histoire[réf. nécessaire]).
Il dirige le département des finances du 1er janvier 1952 au 31 décembre 1953. Il rencontre les mêmes difficultés que son prédécesseur Ernst Nobs. Après le rejet de la population  de son programme financier , pourtant adopté par le parlement, lors d'une votation populaire le 6 décembre 1953, il présente aussitôt sa démission, démarche inhabituelle en Suisse, et dénonce la campagne dépourvue de scrupules de ses adversaires. Il est remplacé par Hans Streuli
Le parti socialiste se retire alors dans l'opposition et ne retournera au gouvernement qu'avec une double représentation (formule magique).

## Conseiller national à nouveau
Max Weber revient à la vie politique en se faisant à nouveau élire au Conseil national en 1955 et y siège jusqu'en 1971.
Il fait partie des premiers parlementaires suisses membres de l'Assemblée parlementaire du Conseil de l'Europe.
Il occupe parallèlement la chaire d'économie aux Universités de Berne et de Bâle.

## Retraite
La retraite venue, il continue de publier des articles économiques dans la presse socialiste et se rend régulièrement à la salle des journalistes du Palais fédéral. Il se soucie également de la formation des ouvriers.